# 熊鎡
熊鎡（1534年—？），字仲時，號少臺，河南汝寧府光州人，民籍，明朝政治人物。

## 生平
嘉靖三十七年（1558年）戊午科河南鄉試第三十三名舉人，隆慶二年（1568年）中式戊辰科會試第三百七十九名，三甲第一百二十七名進士。授長治縣知縣，補洪洞縣，以治行高等，擢南京兵部主事，以疾告歸。著有《少臺文集》。

## 家族
曾祖熊翀，資政大夫正治上卿南京戶部尚書；祖父熊儒；父熊振淓，母盧氏。嚴侍下。弟熊錄、熊鎧。